# John Fedorowicz
John Peter Fedorowicz (* 27. September 1958 im New Yorker Stadtteil Bronx) ist ein US-amerikanischer Schachmeister.

## Leben
Als 13-Jähriger lernte Fedorowicz, inspiriert durch den Weltmeisterschaftskampf 1972 zwischen Bobby Fischer und Boris Spasski, die Schachregeln. In seiner Jugendzeit gelang ihm eine außergewöhnlich schnelle Entwicklung in dem Spiel: 1977 wurde er geteilter US-Jugendmeister, 1978 alleiniger Sieger. Bereits 1978 wurde er Internationaler Meister. 1980 gewann er das US-Open (geteilt mit Florin Gheorghiu). 1984 wurde er bei der US-Meisterschaft Dritter und 1984/85 beim Traditionsturnier von Hastings Zweiter. Bei den Dortmunder Schachtagen 1986 erreichte er einen geteilten 2. bis 4. Platz hinter Zoltán Ribli, der das Turnier gewann. In diesem Jahr verlieh ihm die FIDE den Großmeistertitel.

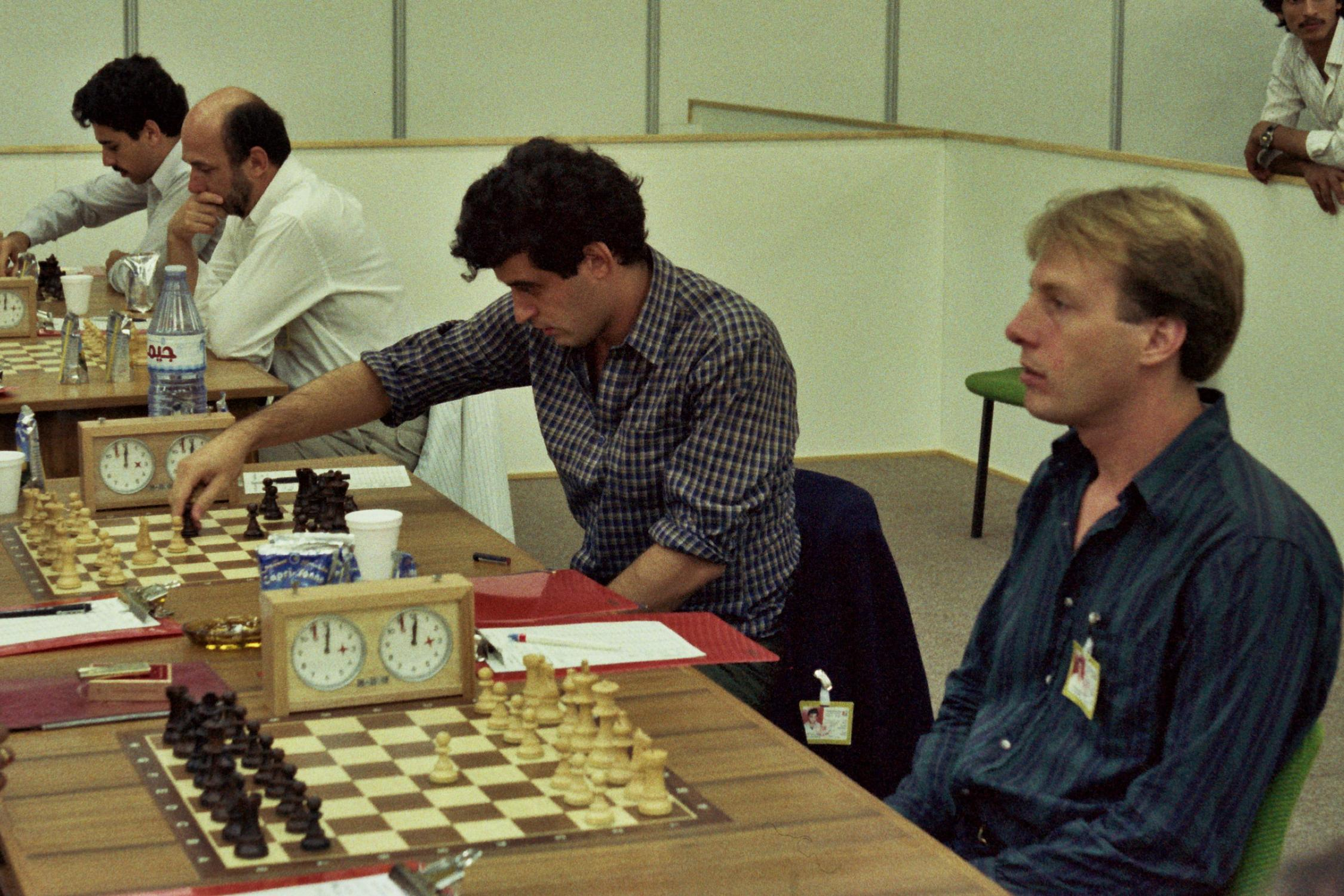
Yasser Seirawan, Lubomir Kavalek, John Fedorowicz und Nick de Firmian auf der Schacholympiade 1986

Fedorowicz gewann insgesamt vier Mal das World-Open in Philadelphia, 1989 das New York Open, außerdem 1987 in Cannes und Sesimbra sowie 1990 in Wijk aan Zee (Gruppe B).
Fedorowicz war Sekundant von Gata Kamsky bei seinem FIDE-Weltmeisterschaftskampf 1996 in Elista gegen Anatoli Karpow.
Er ist ein angesehener Live-Kommentator im größten Internet-Schachklub der Welt, dem US-amerikanischen Internet Chess Club, außerdem Autor zahlreicher Artikel und Bücher.

## Mannschaftsschach
Fedorowicz nahm mit der Mannschaft der Vereinigten Staaten an den Schacholympiaden 1986 in Dubai und 1990 in Novi Sad teil, wobei er 1986 den dritten und 1990 den zweiten Platz erreichte. Außerdem gehörte er bei der Mannschaftsweltmeisterschaft 1989 in Luzern zur US-Auswahl.
In der United States Chess League spielte Fedorowicz von 2008 bis 2011 für die Mannschaft der New York Knights, mit der er 2009 und 2011 Meister wurde.
Fedorowicz spielte in der Saison 1988/89 für die SG Porz in der deutschen Schachbundesliga.